# Giovanni Jacopo Dionisi
Giovanni Jacopo Dionisi (Verona, 22 luglio 1724 – Verona, 14 aprile 1808) è stato un letterato, critico letterario e religioso italiano, autore di un'edizione critica della Divina Commedia di Dante Alighieri.

## Biografia
Esponente di una famiglia nobile di Verona, Giovanni Jacopo (conosciuto anche come Gian Jacopo o Gian Giacomo) dei marchesi Dionisi fu avviato alla carriera ecclesiastica sin da giovane: studente di teologia a Bologna presso i gesuiti, fu poi ordinato sacerdote e nominato canonico della Cattedrale di Verona da parte di papa Benedetto XIV. Dotato di grande cultura ed erudizione, gli fu affidata la cura della Biblioteca capitolare della città. In virtù di quest'incarico il Dionisi dedicò gran parte della sua vita (tra il 1755 e il 1783) a compilare opere dal sapore eruditico-antiquario, dimostrando interesse per la scienza diplomatica e paleografica.
Per quanto riguarda l'opera dantesca, Dionisi cominciò ad interessarsi a quest'ultimo verso il 1772, quando entrò in contatto con Bartolo Perazzini e con un gruppo di eruditi veronesi che si dedicavano agli studi danteschi, tra cui Salvi, Pompei, Torelli e altri eruditi. Tra il 1772 e il 1795, anno in cui pubblicò la sua edizione della Commedia, il Dionisi affinò il proprio metodo critico-storico sulla scia della produzione antecedente, riassunto così da Guido Fagioli Vercellone:
(Fagioli Vercellone)
I punti forti della critica del Dionisi erano pertanto la ricerca storico-archeologica di ogni elemento riguardante la vita e il tempo in cui visse Dante, ma anche la parte esegetica in chiave allegorica della Commedia. L'attenzione alla dimensione allegorica e non solamente letteraria fu il punto di incontro e al contempo scontro con l'altro grande critico dantesco del XVIII secolo, il frate minore Baldassarre Lombardi: entrambi fortemente critici verso l'operato del gesuita veronese Pompeo Venturi, curatore di una Divina Commedia uscita a Verona nel 1749 in cui il religioso esprimeva il proprio astio verso il Dante "politico" e si analizzava l'opera soltanto sull'interpretazione letterale, Dionisi e Lombardi però si scontrarono nell'interpretazione allegorica della Commedia. L'apice dello scontro toccò il culmine allorché Lombardi pubblicò nel 1791 a Roma una sua edizione della Commedia, la quale incontrò il disappunto del Dionisi che stava per completare la sua edizione della Commedia, uscita poi nel 1795 a Parma. Al contrario di quella del Lombardi, che verrà pubblicata fino agli inizi del '900, quella del Dionisi non riconobbe eguale successo, nonostante la sua opera verrà rivalutata ampiamente da Giosuè Carducci, che lo definì «uno degli uomini più benemeriti degli studi danteschi, instauratore di una critica nuova su le opere del poeta». Il Dionisi morì nella sua città natale nel 1808. 

## Opere
- Giovanni Jacopo Dionisi, Apologetiche riflessioni sopra del fondamental privilegio a' canonici di Verona concesso dal vescovo Ratoldo ... Vi s'aggiunge uno spicilegio di documenti tratti dal capitolare archivio, e d'inscrizioni del museo Moscardi, Verona, per Antonio Andreoni libraio su la via Nuova, 1755, SBN MODE020093.
- (LA) Giovanni Jacopo Dionisi, Joannis Jacobi marchionis De Dionysiis ... De duobus episcopis Aldone et Notingo Veronensi Ecclesiæ assertis et vindicatis dissertatio. Additur Veronensis veteris agri topographia, ejusdemque expositio, nonnullorumque documentorum capituli Veronensis collectio, Verona, typis Antonii Andreoni, 1758, SBN RAVE017363.
- Giovanni Jacopo Dionisi, Osservazioni sopra un'antica cristiana scultura ritrovata nel recinto della cattedral di Verona, Verona, nella stamperia Moroni, 1767, SBN LO1E014140.
- Giovanni Jacopo Dionisi, Il ritmo dell'anonimo pipiniano volgarizzato, commentato, e difeso da Gio. Giacopo Dionisi canonico accademico aletofilo, Verona, per l'erede di Agostino Carattoni stampator vescovile, 1773, SBN VIAE007869.
- Giovanni Jacopo Dionisi, Dell'origine e dei progressi della zecca in Verona ove si spiegano alcune lettere impresse sulla sua antica moneta non intese dal sig. Muratori, Verona, presso l'erede di Agostino Carattoni, 1776, SBN BRIE000346.
- Giovanni Jacopo Dionisi, L'Epoca di San Zenone vescovo di Verona proposta nella difesa di Coronato da Gio. Jacopo Dionisi canonico veronese Accademico Aletofilo e Agiato, Verona, presso Domenico Carattoni, 1778, SBN UBOE022145.
- Giovanni Jacopo Dionisi, Di S. Arcadio martire e cittadin veronese dissertazione di Gio. Giacopo Dionisi canonico della cattedrale di Verona, Verona, appresso gli eredi Carattoni stampatori vescovili, 1779, SBN VEAE009414.
- Giovanni Jacopo Dionisi, Le opere di S. Zenone volgarizzate dal marchese Gio. Jacopo Dionisi canonico veronese, Verona, presso Dionigi Ramanzini, 1784, SBN VIAE007372.
- Giovanni Jacopo Dionisi, De i santi veronesi parte prima che contiene i martiri ed i vescovi operetta di Gio. Jacopo Dionisi canonico, Verona, per l'erede Merlo alla stella, 1786, SBN VIAE007695.
- Giovanni Jacopo Dionisi, De' blandimenti funebri o sia Delle acclamazioni sepolcrali cristiane, Padova, nella Stamperia del Seminario, 1794, SBN RMLE014622.
- Dante Alighieri, La Divina commedia di Dante Allighieri, a cura di Giovanni Jacopo Dionisi, Parma, nel regal palazzo co' tipi bodoniani, 1796, SBN TO0E010422., in 3 vol.
- Giovanni Jacopo Dionisi, De' vicendevoli amori di messer Francesco Petrarca e della celebratissima donna Laura, Verona, per l'erede Merlo, 1802, SBN LO1E019471.
- Sull'esegesi dantesca, Giovanni Jacopo Dionisi pubblicò 8 serie di Aneddoti tra il 1785 e il 1806[1].